# Provincia di Boulemane
La provincia di Boulemane è una delle province del Marocco, parte della regione di Fès-Meknès.

## Geografia antropica

### Suddivisioni amministrative
La provincia di Boulemane conta 4 municipalità e 17 comuni:

#### Municipalità
- Boulemane
- Imouzzer Marmoucha
- Missour
- Outat El Haj

#### Comuni
- Ait Bazza
- Ait El Mane
- Almis Marmoucha
- El Mers
- El Orjane
- Enjil
- Ermila
- Fritissa
- Guigou
- Ksabi Moulouya
- Ouizeght
- Oulad Ali Youssef
- Serghina
- Sidi Boutayeb
- Skoura M'Daz
- Talzemt
- Tissaf